# Vlag van Wallis

Vlag van Wallis

De vlag van Wallis is de vlag van het kanton Wallis in Zwitserland. Er staan dertien sterren op de vlag, die naar de dertien districten van het kanton verwijzen, die bestonden toen het kanton in 1815 lid van de confederatie van Zwitserland werd. Er zijn in Wallis inmiddels veertien districten. 